# Fettah Can

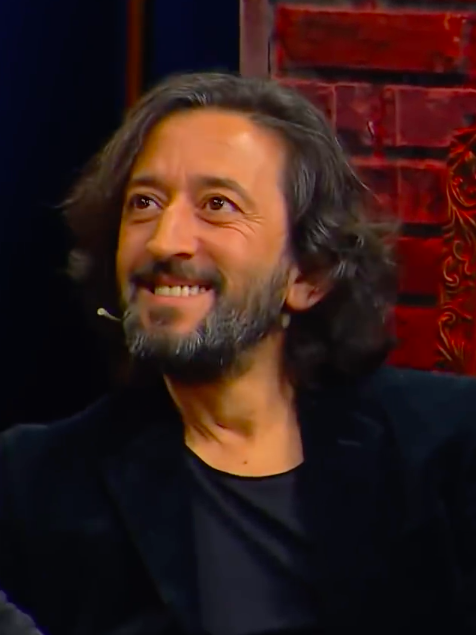
Fettah Can, 2018

Fettah Can (* 12. Oktober 1975 in Karacabey) ist ein türkischer Popmusiker und Songwriter.

## Karriere
Seine Musikkarriere begann im Jahr 2009 mit der Single Hazine und dem gleichnamigen Debütalbum. Drei Jahre zuvor war er im Hintergrund des Songs Yalnızlık von Gülben Ergen zu hören. Er schrieb und komponierte zudem Lieder für bekannte türkische Künstler wie Hande Yener, Işın Karaca, Levent Yüksel, Murat Boz, Sibel Can, Ebru Gündeş, İzel, Petek Dinçöz oder Emel Müftüoğlu.
Im Jahr 2010 komponierte er außerdem mehrere Songs des griechischen Sängers Giorgos Mazonakis.
In seiner bisherigen Musiklaufbahn machte er mit Hits wie Boş Bardak, Bu Aşkın Katili Sensin, Yonca Bahçesi, Delirme, Sen En Çok Aşksın oder Olan Bize Oldu auf sich aufmerksam.

## Diskografie

### Alben
- 2010: Hazine
- 2012: Aklımda Kalanlar
- 2013: Yalanlar Cumhuriyeti
- 2016: Sen En Çok Aşksın

### Singles
| - 2009: Hazine - 2010: Kahpe Diller - 2011: Yanan Ateşi Söndürdük (mit Demet Akalın) - 2011: Sana Affetmek Yakışır - 2011: Boş Bardak - 2012: Bu Aşkın Katili Sensin - 2012: Mandalinalar - 2012: Rüzgar Ektim Fırtına Biçeceğim - 2013: Kalp Ağrısı - 2013: Yalanlar Cumhuriyeti - 2013: Yonca Bahçesi - 2015: Delirme - 2015: Yalan Bu Dünya - 2016: Geçen Günler - 2016: Olan Bize Oldu - 2016: Sen En Çok Aşksın | - 2017: Sağanak Gibi - 2018: Kalakaldın Mı? - 2018: Aradığım Aşk - 2018: Liselim - 2019: Bırak Ağlayayım - 2020: Gurur (mit Sinan Akçıl) - 2020: Hasret (mit Cansu Kurtçu) - 2021: Mecnunum Leylamı Gördüm (mit Burcu Arı) - 2021: Siyah Inci - 2022: Nasıl Durumlar - 2023: Zaten Yaz Üç Aydı - 2023: Yola Devam - 2024: Kimse Olmadı - 2024: Dön Gel - 2025: Sevişmeden Uyumayalım |

### Gastauftritte
- 2000: Ay Gönlümde (von Zeynep – Hintergrundstimme)
- 2002: Düzeni Bozuk Dünya (von Emel Müftüoğlu – Hintergrundstimme)
- 2002: Kader (Slow Version) (von Emel Müftüoğlu – Hintergrundstimme)
- 2003: Umudum Ol (von Zeynep – Hintergrundstimme)
- 2004: Çikibum (von Ayça – Hintergrundstimme)
- 2004: Beni Böyle Sevsinler (von Ayça – Hintergrundstimme)
- 2006: Yalnızlık (von Gülben Ergen – Hintergrundstimme und Cameoauftritt)
- 2007: Herşey Ayrı (von İzel – Hintergrundstimme)
- 2007: Çoban (von Mustafa Sandal – Hintergrundstimme)
- 2008: Bu Yaz (von Taha Özer – Hintergrundstimme)
- 2012: Yok Acelem (von Gülben Ergen – Hintergrundstimme)
- 2014: Erkek Erkeğe (von Sibel Can – Hintergrundstimme)
- 2015: Geçmişle Bir Derdim Yok (von Gülben Ergen – Hintergrundstimme)

### Produktionen/Songwritings (Auswahl)
- 2002: Herşey Boş (von Nez)
- 2004: Bu Aşkın Katili Sensin (von Levent Yüksel)
- 2004: Duvar (von Zeynep Casalini)
- 2007: Kalbim (von Bengü)
- 2007: Işıklı Yol (von İzel)
- 2008: Yonca Bahçesi (von Gülben Ergen)
- 2009: Üzgünüm (von Gülben Ergen)
- 2009: Özledim (von Murat Boz)
- 2010: Tabi Güzelim (von Babutsa)
- 2015: Seven Sever (von Demet Akalın)
- 2016: Direniyorsun (von Murat Boz)
- 2020: Alâ (von Demet Akalın, Deniz Seki, Işın Karaca & Cansu Kurtçu)